# 扎东拉康
扎东拉康，又译“诈顿拉康”，位于西藏自治区日喀则市仲巴县拉让乡唐西村，是一座藏传佛教寺院。

## 简介
扎东拉康位于西藏自治区日喀则市仲巴县拉让乡唐西村，为藏传佛教寺院。
藏文史书中有许多吐蕃赞普松赞干布兴建十二镇魔寺以镇压女魔四肢关节的记载。1990年代，西藏自治区文物管理委员会在整理罗布林卡的文物时，发现两幅《西藏镇魔图》唐卡。根据史料及唐卡显示，十二镇魔寺如下：
- 四大镇边寺：又叫“镇肢寺”，建在吐蕃四大重镇“卫藏四茹”：
  - 昌珠寺：建在约茹的女魔左肩。位于今山南市乃东县昌珠区。
  - 噶泽寺（又译“嘎采寺”）：建在伍茹的女魔右肩。位于今拉萨市墨竹工卡县秀绒河与马曲河汇合处，处在马曲河东岸。
  - 仲巴江寺：建在茹拉的女魔左足。位于今日喀则市拉孜县与彭错林交界处的拉孜县境内，位于雅鲁藏布江以东。
  - 藏昌寺：建在叶茹的女魔右足。位于今日喀则市南木林县东南方向的土布加地方，位于雅鲁藏布江北岸。
- 四大镇节寺：又称“再镇边四寺”，建在女魔关节处：
  - 洛扎昆廷寺：建在女魔左肘。又译“空厅寺”，今名洛扎拉康。位于今山南市洛扎县夏曲河与怒曲河汇合处。其南边靠近不丹山。
  - 布曲寺：建在工布的女魔右肘。位于今林芝市林芝县布久区。
  - 江扎东哲寺：建在女魔左膝。今名扎东拉康（又译“诈顿拉康”）。位于今日喀则市仲巴县。
  - 降真格杰寺：建在女魔右膝。又译“兹云宏善寺”，今名强准祖拉康，位于今日喀则市吉隆县南部，靠近中国与尼泊尔边界。
- 四大镇翼寺：
  - 隆塘卓玛寺：建在康区的女魔左掌心。位于今四川省甘孜藏族自治州邓柯县
  - 拉卜楞寺：建在女魔右掌心。
  - 蔡日喜铙卓玛寺：建在女魔左足心。位于今印度拉达克境内，原为西藏辖地。
  - 仓巴弄伦寺：建在女魔右足心。位于藏北草原。[2]